# Wave (EP de Ive)
Wave es el primer EP en japonés del grupo femenino surcoreano Ive publicado el 31 de mayo de 2023 por Ariola Japan, sello de Sony Music Japan. El EP contiene cinco pistas: dos canciones originales, incluyendo el sencillo principal titulado «Wave», y las versiones en japonés de sus canciones «After Like», «Love Dive» y «Take It».

## Antecedentes y lanzamiento
El 1 de abril de 2023 se anunció que Ive lanzaría su primer EP para la industria de Japón, titulado Wave, el 31 de mayo del mismo año. Se confirmó además que el EP contendría dos canciones originales, incluida la canción principal «Wave», y versiones japonesas de sus anteriores éxitos «After Like», «Love Dive» y «Take It». Se informó también que el trabajo musical sería puesto a la venta en cinco ediciones diferentes: CD+Blu-ray, CD+DVD, CD+Photobook, una edición normal de CD y una edición especial limitada para los fanes.
El 27 de abril de 2023 fue publicada la portada oficial del EP junto con una serie de fotos conceptuales grupales e individuales de cada una de las miembros del grupo.

## Lista de canciones
| CD / Descarga digital |                                 |                            |                                                                               |                                             |          |  |
| N.º                   | Título                          | Letras                     | Música                                                                        | Arreglos                                    | Duración |  |
| 1.                    | «Wave»                          | HIROMI                     | RYAN JHUN, Gustav Landell, Simon Jonasson, Kristin Carpenter, PATEKO & Stally |                                             | 2:55     |  |
| 2.                    | «Classic»                       |                            |                                                                               |                                             | 3:33     |  |
| 3.                    | «After Like» (versión japonesa) | Seo Ji Eum, Mommy Son, Rei | RYAN JHUN, Anders Nilsen, Andrè Jensen, Iselin Solheim                        | RYAN JHUN, Anders Nilsen, AVIN (아빈), SLAY | 2:59     |  |
| 4.                    | «Love Dive» (versión japonesa)  | Seo Ji Eum, Kanata Okajima | Sophia Brennan, Elle Campbell, Nick Hahn                                      | Nick Hahn                                   | 2:58     |  |
| 5.                    | «Take It» (versión japonesa)    | Lee Su-ran                 | Daniel Kim, Jeremy G, Willie                                                  | Willie                                      | 3:26     |  |
| 15:00                 |                                 |                            |                                                                               |                                             |          |  |

## Historial de lanzamiento
| País  | Fecha              | Formato                                       | Sello                           |
| ----- | ------------------ | --------------------------------------------- | ------------------------------- |
| Japón | 31 de mayo de 2023 | CD, DVD, Blu-ray, descarga digital, streaming | Ariola Japan (Sony Music Japan) |